# 宽特
宽特（法語：Cointe，法語發音：[kwɛ̃t]）是比利时列日省列日的街区，位于市中心西南部，是协约国纪念园的所在地。